# Союз церквей евангельских христиан-баптистов Молдовы
Союз церквей евангельских христиан-баптистов (рум. Uniunea Bisericilor Creştine Evanghelice Baptiste) — объединение местных общин евангельских христиан-баптистов на территории Молдовы.

## История
В 1927 году состоялся первый съезд церквей Бессарабского союза евангельских христиан, на котором евангельские христиане и баптисты объединились в Союз евангельских христиан-баптистов.
. В 1939 году в его состав уже входило около 200 церквей с общим количеством более 10 тысяч членов.
Вторая мировая война принесла огромные потери для братства: уцелело 88 церквей и несколько групп общей численностью 3085 верующих. В послевоенные годы Молдавский союз евангельских христиан баптистов вошёл в состав Всесоюзного совета евангельских христиан-баптистов (ВСЕХБ). К середине 80-х гг. в Молдавии насчитывалось 112 церквей и около 30 групп.
В 1986 году при участии Академии наук Молдавской ССР был сделан перевод Библии и сборника духовных песен на современный румынский язык. Первый тираж вышел в 1989 году. После распада СССР и провозглашения Молдовой независимости (27 августа 1991 года) Союз снова вернулся к самостоятельному функционированию. В этом же году на Съезде представителей церквей Союз был переименован в Союз церквей евангельских христиан-баптистов Молдовы.

## Структура и статистика
Союз церквей евангельских христиан-баптистов в настоящее время является наибольшим протестантским объединением в Республике Молдова. В состав Союза входят около 480 общин и групп, которые включают более 20 тысяч членов церкви. Воскресные богослужения в церквях ЕХБ посещают около 30 тысяч человек.. В Союзе церквей насчитывается 9 региональных объединений, которые состоят из отдельных общин, исповедующих вероучение евангельских христиан-баптистов.
Высшим руководящим органом Союза является Съезд представителей поместных церквей, который созывается один раз в четыре года. На Съезде избирается епископ и его заместители, утверждается устав, а также определяются основные направления деятельности Союза.
В период между съездами руководящим органом Союза является Совет Союза, который собирается два раза в год. В него входят епископ и его заместители, представители региональных советов.
Текущая деятельность организации возложена на руководство Союза, которое состоит из епископа, его помощника, исполнительного секретаря и пасторов, возглавляющих региональные объединения. Заседания руководства союза проходят не реже одного раза в месяц. При Союзе церквей действуют такие отделы: Благовестия и миссионерства, социальный, юридический, международный, молодёжный.
Региональные объединения избирают ответственного пастора и местный совет на Съезде руководителей общин, который проходит один раз в четыре года.

## Международное сотрудничество
Общение и сотрудничество с братскими Союзами ЕХБ стран бывшего СССР осуществляется через  Евро-азиатскую федерацию союзов.
Союз церквей ЕХБ Молдовы входит в Европейскую Баптистскую Ассоциацию EBF и во Всемирный Баптистский Альянс (BWA).
Союз сотрудничает с некоторыми межконфессиональными организациями в сферах социального служения, духовного образования и благовестия. Среди них: "Сума самарянина", "Миссия без границ",  Библейская миссия, Славянское Евангельское общество (СЕО), "Носитель надежды. Восток", и другие.

## Образование
Главным учебным заведением при Союзе ЕХБ является Университет «Дивития Грация»  (Divitia Gratiae), который начал свою деятельность как  Теолого-педагогический колледж (ТПК) осенью 1993 года. В настоящее время в Университете действуют факультеты богословия, миссионерского служения, социальной работы, христианской педагогики и душепопечительства. Факультет миссиологии ориентирован на подготовку служителей в странах Средней Азии и Закавказья. Обучение осуществляется на румынском и русском языках. Студенты изучают английский, арабский и древнегреческий языки.
Университет был аккредитован Евро-Азиатской аккредитационной ассоциацией в 2006 году и получил международное признание.
Благодаря сотрудничеству с Международным институтом ТСМI(Австрия) в Университете есть магистратура (Master of Arts in Practical ministries, Master of Divinity).
Преподавательский состав состоит из высококвалифицированных специалистов в таких областях, как теоретическое богословие, практическое служение, миссиология, история, философия, христианское образование и социальная работа.
Помимо Университета «Дивития Грация», при Союзе действуют Библейские школы, обучение в которых направлено студентов, которые вовлечены в служение поместных церквях. Такие школы готовят пастырей, миссионеров, проповедников, руководителей музыкального служения, учителей воскресных школ.

## Социальная деятельность
Одним из важнейших направлений работы Союза церквей ЕХБ Молдовы являются социальные проекты. В 1994 году в селе Яблона, Глодянского района, был построен дом милосердия "Тавифа" , где престарелые люди и инвалиды находят приют и попечение.
С помощью зарубежных партнеров десятки детских домов были реконструированы и благоустроены.
Благодаря Фонду "Мост в жизнь", на начало 2019 года построено 37 детских домов семейного типа, где находят приют дети из интернатов.
При помощи международной миссии "Рождественское дитя" ежегодно более 50 тысяч детей получают рождественские подарки.
При содействии Союза церквей в г. Кишинёве был открыт  Христианский медицинский центр "Эммануил" , в котором работают христианские медики разных конфессий.
При многих общинах ЕХБ организовываются благотворительные обеды, раздача одежды для нуждающихся, забота о вдовах и сиротах. Кроме этого, евангельские христиане-баптисты регулярно посещают и оказывают помощь больным, пожилым и многодетным семьям.

## Персоналии
Начиная с послевоенных лет, Союз ЕХБ Молдовы возглавляли:
- Слободчиков Иван Тимофеевич (1946-1950 гг.)
- Астахов Ф. Р.  (1950-1957 гг.)
- Пономарчук Д. И. (1957-1965 гг.)
- Маланчук Сергей Кириллович (1965-1973 гг.)
- Седлецкий Карл Станиславович (1973-1992 гг.)
- Логинов Виктор Николаевич (1992-1995 гг.)
- Попович Виктор Георгиевич (1995-2001 гг.)
- Гилецкий Валерий Александрович (2001-2009 гг.)
- Мирон Иван Васильевич (2009-2017 гг.)
- Возиян Николай Григорьевич - с 2017 г. по настоящее время